# XY-Liste
Als XY-Liste wird eine bei der ARD geführte Liste mit Namen von Prominenten, für die vorproduzierte Nachrufe existieren, bezeichnet.
Die Liste umfasst ca. 250 Einträge und ist in zwei Wichtigkeitskategorien sortiert: 
- Für den Todesfall der in „X“ einklassifizierten Persönlichkeiten (wie z. B. Bundeskanzler oder Bundespräsident) wird das Programm sofort unterbrochen und eine vorproduzierte Sondersendung ausgestrahlt.
- Für unter „Y“ geführte Persönlichkeiten wird ein Nachruf in der Tagesschau oder den Tagesthemen gesendet.

Die Existenz dieser Liste ist ein offenes Geheimnis und sie wurde z. B. bereits 1978 im Stern abgedruckt. Trotzdem wurde die Tatsache, dass der Sender eine Liste von Nachrufen für lebende Personen führt, bereits zum Skandal erklärt, so z. B. von der Bild-Zeitung am 5. Oktober 2007.

Der ARD-aktuell-Chefredakteur, Kai Gniffke, erklärte zum Tod von Hans Filbinger die Existenz dieser Liste im Weblog der Tagesschau mit folgenden Worten:

„Einmal pro Jahr treffen sich bei uns die ‚XY-Beauftragten‘ aller Landesrundfunkanstalten der ARD. Die ‚XY-Liste‘ ist die Auflistung der Menschen, die im Falle ihres Ablebens einen Nachruf bekommen. Diese Nachrufe werden bereits zu Lebzeiten produziert und stets aktualisiert. Zuständig ist jeweils die ARD-Anstalt, in deren Sendegebiet der Wohnsitz der betreffenden Person liegt. Klingt alles ziemlich herzlos, ist aber längst professioneller Standard aller Sender, die Nachrichten anbieten. Im Fall der Fälle, kann man dann sofort reagieren und hat dann einen Nachruf zur Hand, der nicht hastig mit heißer Nadel gestrickt ist, sondern sorgfältig vorbereitet der verstorbenen Person gerecht zu werden versucht.“